# MIL-C-5015
MIL-C-5015 – standard złącza elektrycznego, zaprojektowanego do łączenia urządzeń elektrycznych i elektronicznych w zastosowaniach militarnych. Dzięki wysokiej jakości, odporności na wilgoć, przebicia, wyładowania koronowe, wibracje i niezawodności działania w ekstremalnie trudnych warunkach znalazło zastosowanie w różnych dziedzinach przemysłu.
Kompletne złącze składa się z gniazda i wtyku o tym samym rodzaju obudowy oraz uchwytu z osłoną kabla. Po połączeniu oba te elementy uszczelnione są specjalną uszczelką wchodzącą w skład gniazda. Obudowa wykonana jest najczęściej ze stopu aluminium Al, izolacja – z polichloroprenu, styki – z posrebrzanej miedzi. Dodatkowo do gniazd doczepiana jest odkręcana osłona przeciwpyłowa z gwintem wewnętrznym.
Złącze wykonywane jest w wariantach o różnej liczbie połączeń stykowych.
- zakres działania: od -55 °C do +125 °C
- prąd znamionowy: 13 A
- średnica styku: 1,6 mm